# Paratarrasius hibbardi
Paratarrasius hibbardi è un pesce estinto, appartenente agli attinotterigi. Visse nel Carbonifero medio (circa 330 milioni di anni fa) e i suoi resti sono stati ritrovati in Montana, nel famoso giacimento di Bear Gulch. 

## Descrizione
Rispetto a molti altri pesci ossei primitivi, il corpo del paratarrasio era decisamente particolare: era infatti notevolmente allungato, simile a quello di un'anguilla. Le squame erano piccole e sottili, e le file di scaglie erano molto numerose rispetto ai segmenti corporei. Le pinne pettorali erano posizionate in alto, lungo il fianco del corpo, su lunghi lobi. Le pinne pelviche erano totalmente assenti, mentre era presente una lunghissima struttura continua, formata dalla pinna anale, dalla pinna dorsale e dalla pinna caudale. La testa di Paratarrasius era piuttosto piccola e arrotondata, dotata di una bocca piccola e con denti robusti e a forma di scalpello. 

## Classificazione
Le caratteristiche craniche di Paratarrasius lo denotano come un pesce osseo particolarmente primitivo, ma la forma peculiare del corpo non permette di classificarlo in altri gruppi ben noti. L'unica forma simile è Tarrasius problematicus della Scozia. Questi due pesci sono classificati insieme nel piccolo ordine dei Tarrasiiformes. 

## Stile di vita
Il corpo lungo ed estremamente flessibile, le pinne lunghe e basse e il cranio corto e dotato di denti robusti suggeriscono che Paratarrasius fosse un nuotatore piuttosto debole, che si spostava tramite un ondeggiamento dell'intero corpo. Probabilmente questo animale riusciva a spostarsi egualmente sia in avanti sia all'indietro, e viveva in un habitat costituito da acque di scogliera e popolate da spugne.